# Certipharm
 (février 2025).
Si vous disposez d'ouvrages ou d'articles de référence ou si vous connaissez des sites web de qualité traitant du thème abordé ici, merci de compléter l'article en donnant les références utiles à sa vérifiabilité et en les liant à la section « Notes et références ».
Certipharm est un référentiel spécifique au secteur pharmaceutique basé sur la norme ISO 9001 et répondant aux exigences des bonnes pratiques de fabrication (BPF) et de laboratoire (BPL) et reconnu à l’international.
Il s’agissait à l’origine d’audits de bonnes pratiques de fabrication effectués en sous-traitance pour l’industrie pharmaceutique qui sont finalement directement dirigés vers les sous-traitants ayant à cœur de montrer leur engagement qualité.

## Principe et objectifs
De façon générale, une certification est toujours réalisée par un organisme tiers qui contrôle le système qualité d’une entreprise.
La certification Certipharm donne à une entreprise une conformité par rapport aux exigences réglementaires européennes. Elle permet aussi de répondre aux attentes des clients et des partenaires d’une entreprise du secteur pharmaceutique en matière de qualité, d’instaurer un climat de confiance entre eux et l’entreprise et de valoriser son engagement. 
C’est aussi le moyen de former le personnel et de mettre en place un outil de management interne s’inscrivant dans un processus d’amélioration continue.
Elle s’adresse à tous les industriels de la santé, soit les industries du médicament, de la cosmétologie, les activités supports (cartonniers, imprimeurs, verriers, caoutchoutiers, transporteurs, prestataires logistiques, fabricants d'excipients, publicitaires, fournisseurs de principes actifs, etc.).